# スース＝マサ地方
スース＝マサ地方(スース＝マサちほう、アラビア語：سوس ماسة)はモロッコ中部の地方。面積は約5.2万km2、2014年の人口は約267.7万人。首府はアガディール。

## 地理
北：マラケシュ＝サフィ地方
北東：ドラア＝タフィラルト地方
東～南東：アルジェリア
南～南西：ゲルミン＝オウィド・ノウン地方
西～北西：大西洋
砂丘、淡水湿地、塩性湿地、砂浜、岩石海岸が多い沿岸部の大部分はスース＝マサ国立公園が占める。内陸部はアンティアトラス山脈と高アトラス山脈が聳え、北部では間をスース川が通る。首府アガディールはスース川の河口に位置する。ツブカル国立公園が北東部に広がる。
スース＝マサ国立公園はホオアカトキ、ウスユキガモ、オオフラミンゴ、オニアジサシ、コアジサシなどの生息地で、2005年にラムサール条約登録地となった。

## 歴史
2015年9月、タタ州・スース＝マサ＝ドラア地方を合わせて設置された。

## 行政区画

スース＝マサ地方の県

- アガディール＝イダ＝オ＝タナネ県（フランス語版）
- チュトウカ＝アイト・バハ州（英語版）
- イネガーヌ＝アイト・メロウル県（英語版）
- タルーダント州
- タタ州（英語版）
- ティーズニート州（英語版）

## 経済
北西部のスース川とマサ川周辺で農業が主要産業である。また、農作物や海産物の加工産業も集中している。アガディールは重要な漁業・観光港である。ティーズニートは銀細工が盛んである。

## 交通

### 道路
- A7号線：アガディール⇔マラケシュ⇔カサブランカ
- 国道1号線：エッサウィラ⇔アガディール⇔ティーズニート（英語版）⇔ゲルミン
- 国道10号線：アガディール⇔タルーダント⇔ワルザザート⇔エルラシディア

### 空港
- アガディール・アル・マシーラ空港